# العلاقات اليمنية الأيرلندية
العلاقات اليمنية الأيرلندية هي العلاقات الثنائية التي تجمع بين اليمن وجمهورية أيرلندا.

## مقارنة بين البلدين
هذه مقارنة عامة ومرجعية للدولتين:
| وجه المقارنة                                              | اليمن         | جمهورية أيرلندا                                       |
| --------------------------------------------------------- | ------------- | ----------------------------------------------------- |
| المساحة (كم2)                                             | 555.00 ألف    | 70.27 ألف                                             |
| عدد السكان (نسمة)                                         | 28.25 مليون   | 4.76 مليون                                            |
| الكثافة السكانية (ن./كم²)                                 | 50.9          | 67.74                                                 |
| العاصمة                                                   | صنعاء، عدن    | دبلن                                                  |
| اللغة الرسمية                                             | اللغة العربية | اللغة الأيرلندية، لغة إنجليزية، الإنجليزية الأيرلندية |
| العملة                                                    | ريال يمني     | جنيه أيرلندي، يورو، عملات اليورو الأيرلندية           |
| الناتج المحلي الإجمالي (بليون دولار)                      | 18.21 مليار   | 333.73 مليار                                          |
| الناتج المحلي الإجمالي (تعادل القوة الشرائية) بليون دولار | 75.69 مليار   | 318.16 مليار                                          |
| الناتج المحلي الإجمالي الاسمي للفرد دولار أمريكي          | 1.41 ألف      | 61.13 ألف                                             |
| الناتج المحلي الإجمالي للفرد دولار أمريكي                 |               |                                                       |
| مؤشر التنمية البشرية                                      | 0.498         | 0.916                                                 |
| رمز المكالمات الدولي                                      | +967          | +353                                                  |
| رمز الإنترنت                                              | يمن           | .ie                                                   |
| المنطقة الزمنية                                           | ت ع م+03:00   | 00، ت ع م+01:00، أوروبا/دبلن ‏                         |

## منظمات دولية مشتركة
يشترك البلدان في عضوية مجموعة من المنظمات الدولية، منها:
| علم المنظمة | اسم المنظمة                               | تاريخ انضمام اليمن | تاريخ انضمام جمهورية أيرلندا |
| ----------- | ----------------------------------------- | ------------------ | ---------------------------- |
|             | يونسكو                                    | 2 أبريل 1962       | 3 أكتوبر 1961                |
|             | مؤسسة التمويل الدولية                     | 22 مايو 1970       | 11 سبتمبر 1958               |
|             | المركز الدولي لتسوية المنازعات الاستشارية | 20 نوفمبر 2004     | 7 مايو 1981                  |
|             | منظمة حظر الأسلحة الكيميائية              | ?                  | ?                            |
|             | مؤسسة التنمية الدولية                     | 22 مايو 1970       | 22 ديسمبر 1960               |
|             | وكالة ضمان الاستثمار متعدد الأطراف        | 12 مارس 1996       | 27 أكتوبر 1989               |
|             | الاتحاد البريدي العالمي                   | ?                  | ?                            |
|             | الاتحاد الدولي للاتصالات                  | 1931               | 8 ديسمبر 1923                |
|             | منظمة الشرطة الجنائية الدولية             | ?                  | ?                            |
|             | الأمم المتحدة                             | 30 سبتمبر 1947     | 14 ديسمبر 1955               |
|             | البنك الدولي للإنشاء والتعمير             | 3 أكتوبر 1969      | 8 أغسطس 1957                 |